# Vägvälten och fiolen
Vägvälten och fiolen (ryska: Каток и скрипка, Katok i skripka) är en sovjetisk dramafilm från 1961 i regi av Andrej Tarkovskij, med Igor Fomtjenko och Vladimir Zamanskij i huvudrollerna. Den handlar om vänskapen mellan en liten pojke och en man som kör ångvält i Moskva. Filmen var Tarkovskijs avgångsfilm från Allryska statliga kinematografiska institutet.

## Medverkande
- Igor Fomtjenko som Sasja
- Vladimir Zamanskij som Sergej
- Natalja Archangelskaja som flickan